# Fengshan (köpinghuvudort i Kina, Hubei Sheng, lat 30,79, long 115,39)
Fengshan är en köpinghuvudort i Kina. Den ligger i provinsen Hubei, i den centrala delen av landet, omkring 110 kilometer öster om provinshuvudstaden Wuhan. Antalet invånare är 114 890. Befolkningen består av 55 245 kvinnor och 59 645 män. Barn under 15 år utgör 13,0 %, vuxna 15-64 år 78 %, och äldre över 65 år 7,0 %.
Runt Fengshan är det tätbefolkat, med 297 invånare per kvadratkilometer. Fengshan är det största samhället i trakten. I omgivningarna runt Fengshan växer i huvudsak blandskog.
Genomsnittlig årsnederbörd är 1 868 millimeter. Den regnigaste månaden är juli, med i genomsnitt 305 mm nederbörd, och den torraste är januari, med 48 mm nederbörd.